# Amalfijska obala
Amalfijska obala (talijanski: Costiera Amalfitana) je južna obala polutoka Sorrentina, koji čini južni dio napuljskog zaljeva pokrajina Salerno, Kampanija (Italija), od Positana na zapadu do mjesta Vietri sul Mare na istoku. Zapravo, njezine prirodne granice su južne padine poluotoka koje tvore brda Lattari, a koja se protežu od brda Picentini do Tirenskog mora, odvajajući napuljski zaljev od salernoskog zaljeva.
Glavno naselje na obali je Salerno, a ostala su: Vietri sul Mare, Cetara, Maiori, Tramonti, Minori, Ravello, Scala, Atrani, Amalfi, Conca dei Marini, Furore, Praiano i Positano. Obala je zbog svog grubog terena, slikovite ljepote i raznolikosti naselja, od 1997. god. UNESCO-ova svjetska baština. 
Amalfijska obala je gusto naseljena od ranog srednjeg vijeka, kada je postala refugij Rimljana koji su bježali od Langobarda. Amalfi, koji je osnovan 596. godine kao utvrđeno naselje, se odupirao Langobardima sve do 838. godine kada ga je opustošio Sicardo. Ali se već sljedeće godine proglasi sjedištem neovisne Almafijske Republike. Od 598. godine republikom vlada izabrani Dužd, a do 11. stoljeća ona je postala vodećom pomorskom silom koja je uživala monopol na trgovinu Tirenskim morem. 
Neke zajednice koje su sagrađene u to vrijeme, kao što su Amalfi i Ravello, posjeduju arhitektonska i umjetnička djela velikog značaja. Naime, njihov plan zbijenih kuća koje se gomilaju na strmim liticama, povezane labirintom prolaza i stuba, arhitektura jasnog arapsko-sicilijskog utjecaja, koja podsjećaja na levantske sokake. Neke od najljepših građevina su: Saracenski toranj (Torre Saracena) u Cetari, Romanička katedrala s "Rajskim klaustrom" (jasnog orijentalnog utjecaja) u Amalfiju, crkva San Salvatore de' Bireto u Atrani (gdje se birao amalfijski dužd), te katedrala i vil Rufolo u Ravellu.
Nakon što je Amalfijska Republika izgubila pomorsku dominaciju od Genovske, Mletačke Republike, te Pise, osvojila ju je Španjolska. Jedine građevine iz tog vremena su tornjevi na obali kako bi se obranila od osmanskih napada.
Seoska područja predstavljaju raznolikost ljudskog prilagođavanja prirodnom okolišu i različitim načinima iskorištavanja terena, kao što su terasasti vinogradi i voćnjaci na nižim padinama, te široki pašnjaci na višim. Na brdima se nalaze brojni mali potoci koji se na nekim mjestima obrušavaju u slikovite slapove. Brojni su i tzv. "mirkro-krajolici", zapanjujuće prirodne tvorevine nastale topografskim i klimatskim varijacijama vapnenačkog krša, na razini mora i iznad.
Američki spisatelj John Steinbeck je tu smjestio radnju svog romana Positano iz 1953. godine.

## Znamenitosti
- Duomo (katedrala) s klaustrom (Chiostro del Paradiso) u Amalfiju
- Crkva Gospina Uznesenja (Santa Maria Assunta) u Positanou
- Crkve San Salvatore del Birecto i Santa Maria Maddalena u Atrani
- Vile Cimbrone i Rufolo u Ravellu
- Katedrala u Ravellu čiji središnji brod posjeduje "Propovjedaonicu evanđelja" koju je 1272. godine napravio Nicolò di Bartolomeo iz Foggie
- Crkve San Luca i San Gennaro u Praianou
- Crkva San Pancrazio u Conca dei Marini
- Fiordo Furore
- Crkva Santa Trofimena i antička rimska vila u Minori
- Grad Ravello unutar dvorca
- Smaragdna špilja u Conca dei Marini
- Put bogova (Sentiero degli Dei) u Ageroli

- Salerno
- Positano
- Santa Maria Assunta Positano
- Atrani
- Villa Cimbrone Ravello
- Villa Rufolo Ravello
- Krstionica katedrale Ravello
- Praiano
- San Pancrazio Conca dei Marini
- Zaljev Conca s ulazom u Smaragdnu špilju

## Vanjske poveznice
- Turističke informacije i fotografije Amalfijske obale
- Video
- Galerija fotografija  Arhivirana inačica izvorne stranice od 27. srpnja 2011. (Wayback Machine)